# Tribhuvanâditya-Varman
Tribhuvanâditya-Varman (tué en 1177) fut  souverain de l’Empire khmer de 1166 à 1177.
En 1166, un  simple mandarin assassine le roi Yaçovarman II et monte sur le trône sous le nom de Tribhuvanâditya-Varman.
L’héritier légitime, le futur Jayavarman VII qui était en train de combattre le long de la frontière avec le Champa, décide de s’exiler avec sa famille dans ce pays.
En 1177 une flotte Cham, envoyée par le roi Jaya Indravarman IV et dirigée par un pilote Chinois, remonte en grand secret le Tonlé Sap. Une armée débarque près d’Angkor et s'empare de la ville après de sanglants combats. Le roi Tribhuvanâditya-Varman est tué et la ville saccagée et pillée.
L’occupation du Cambodge par le Champa va durer jusqu’en 1181.